# Haters Back Off
Haters Back Off é uma série de televisão americana do gênero comédia estrelada por Colleen Ballinger, baseado na sua personagem Miranda Sings, que foi lançado na Netflix em 14 de Outubro de 2016. A série "surreal e absurda" gira em torno da vida familiar de Miranda Sings, uma jovem artista protegida, egoísta, sem talento e com alto excesso de confiança. Miranda busca o estrelato no YouTube e administra "a falhar para cima pela força da sua convicção de que ela nasceu famosa - apenas ninguém sabe ainda. A primeira meia hora de episódio descreve a origem de Miranda, (e a sua luta para se tornar um ícone famoso que ela acredita que merece ser) e seu caminho para a fama. O show co-estrela Angela Kinsey como Bethany, mãe de Miranda, Steve Little como Jim, o tio de Miranda, Francesca Reale como Emily, irmã de Miranda, e Erik Stocklin como Patrick, o melhor amigo de Miranda. A Netflix descreve o programa como "uma comédia familiar bizarra, e um comentário sobre a sociedade de hoje e nosso fascínio com a fama."
A série foi desenvolvida por Colleen Ballinger e seu irmão, Christopher Ballinger, junto com os showrunners Perry Rein e Gigi McCreery. Também é produzido pela Brightlight Pictures. O nome do show vem graças a um "slogan de assinatura" que Miranda usa quando responde à comentários negativos em seu vídeos no Youtube. Os oito episódios da série foram liberados simultaneamente. O show é "A primeira série criada por um Youtuber."
Em Dezembro de 2017 a série foi cancelada pela Netflix após duas temporadas.

## Elenco
- Colleen Ballinger como Miranda Sings, Uma jovem criada em casa
- Angela Kinsey como Bethany, a mãe hipocondriaca de Miranda
- Steve Little como Jim, tio de Miranda.
- Erik Stocklin como Patrick Mooney, vizinho e melhor amigo de Miranda
- Francesca Reale como Emily, irmã de Miranda